# مقاطعة خروديم
مقاطعة خروديم (بالتشيكية: Okres Chrudim)‏ هي مقاطعة (أوكريس) في إقليم باردوبيتسه في جمهورية التشيك.
عاصمة هذه المقاطعة هي مدينة خروديم.

## اقرأ أيضاً
- مقاطعات جمهورية التشيك